# Evert Palmer
Nils Evert Palmer, född den 14 oktober 1897 i Kila församling, Södermanlands län, död den 4 november 1978 i Stockholm, var en svensk präst.
Palmer avlade studentexamen i Stockholm 1917, teologisk-filosofisk examen vid Uppsala universitet 1918, teologie kandidatexamen 1923 och teologie licentiatexamen 1942. Han var resesekreterare i Sveriges kristliga gymnasiströrelse 1923–1927. Palmer blev vice komminister i Danderyd 1927, i Matteus 1928, pastorsadjunkt i Gustav Vasa 1930, kyrkoadjunkt i Storkyrkoförsamlingen 1931, tillförordnad kyrkoherde i Jakobs församling 1950, ordinarie kyrkoherde där 1962, prost över egen församling och emeritus 1963. Han publicerade Från prästmässa till folkmässa (1969). Palmer var sakkunnig för utarbetande av förslag till alternativt aftonsångsritual 1953 och av förslag till bihang till kyrkohandboken 1954 samt orator vid prästmötet i Stockholm 1963. Han blev ledamot av Nordstjärneorden 1955. Palmer vilar i sin familjegrav på Norra begravningsplatsen utanför Stockholm.